# Арламівськоволянська сільська рада
Арламівськоволянська сільська рада — орган місцевого самоврядування у Мостиському районі Львівської області з адміністративним центром у с. Арламівська Воля.

## Загальні відомості
Історична дата утворення: в 1993 році. Водоймища на території, підпорядкованій даній раді: річка Вишня.

## Населені пункти
Сільській раді були підпорядковані населені пункти:
- с. Арламівська Воля

## Склад ради
Рада складалася з 16 депутатів та голови.

### Керівний склад ради
| ПІБ                   | Основні відомості                                                                              | Дата обрання | Дата звільнення |
| --------------------- | ---------------------------------------------------------------------------------------------- | ------------ | --------------- |
| Балич Іван Васильович | Сільський голова, 1977 року народження, освіта, член громадянської партії «Пора»               | 26.03.2006   | 31.10.2010      |
| Балич Іван Васильович | Сільський голова, 1977 року народження, освіта вища, член Всеукраїнського об'єднання «Свобода» | 31.10.2010   |                 |

Примітка: таблиця складена за даними джерела